# Clovia tenggerana
Clovia tenggerana är en insektsart som beskrevs av Victor Lallemand 1940. Clovia tenggerana ingår i släktet Clovia och familjen spottstritar. Inga underarter finns listade i Catalogue of Life.